# Samsung Galaxy Note 3 Neo
Samsung Galaxy Note 3 Neo – smartfon z serii Galaxy, produkowany przez koreańską firmę Samsung.

## Specyfikacja techniczna
Galaxy Note 3 Neo został wyposażony w procesor Samsung Exynos 5260 jest to sześciordzeniowy procesor o taktowaniu 1,7 GHz na rdzeń. Urządzenie posiada 2 GB RAM oraz 16 GB pamięci wewnętrznej.

### Wyświetlacz
Samsung Galaxy Note 3 Neo posiada ekran o przekątnej 5,5 cala i rozdzielczości 720 × 1280 px, co daje zagęszczenie 267 pikseli na jeden cal wyświetlacza.

### Aparat fotograficzny
Aparat znajdujący się na tyle telefonu ma 8 Mpx, zaś przednia kamera ma rozdzielczość 2 Mpx.

### Akumulator
Akumulator litowo-jonowy ma pojemność 3100 mAh.

## Software
Smartfon jest seryjnie wyposażonz w system Android 4.3 Jelly Bean.